# Mombeltrán
Mombeltrán település Spanyolországban, Ávila tartományban. Mombeltrán Arenas de San Pedro, Santa Cruz del Valle, Montesclaros, Navamorcuende, Buenaventura, Lanzahíta, Pedro Bernardo, San Esteban del Valle, Villarejo del Valle, Cuevas del Valle és El Arenal községekkel határos. Lakosainak száma 916 fő (2024).

## Népesség
A település népessége az utóbbi években az alábbiak szerint változott:
| Lakosok száma | 1143 | 1142 | 1145 | 1220 | 1228 | 1152 | 1111 | 991  | 934  | 916  |
|               | 2001 | 2004 | 2006 | 2009 | 2011 | 2014 | 2016 | 2019 | 2021 | 2024 |